# 愛知県道217号岩藤名古屋線
愛知県道217号岩藤名古屋線（あいちけんどう217ごう いわふじなごやせん）は、愛知県日進市から、同県名古屋市千種区に至る一般県道である。

## 沿革
- 1959年12月15日：認定
  - 旧路線名称は岩藤新田名古屋線。
- 2019年4月1日：道路区域変更[1]
  - 石兼交差点から弁天池西交差点の間が日進市道石兼岩根線から転入
  - 石兼交差点から岩崎神明交差点の間が日進市道岩崎香久山線へ転出

## 別名
- 名東本通（名古屋市名東区）
- 高針街道（名古屋市名東区、日進市）
- 中馬街道（名古屋市名東区、日進市）

## 地理

### 通過する自治体
- 愛知県
  - 日進市
  - 名古屋市（名東区 - 千種区）

### 交差する道路
- 愛知県道233号岩作諸輪線（岩藤交差点）
- 愛知県道57号瀬戸大府東海線（弁天池南交差点）
- 愛知県道219号浅田名古屋線（梅森坂交差点）
- 愛知県道59号名古屋中環状線（高針橋東交差点東方）
- 国道302号（名古屋環状2号線）（高針橋東交差点）
- 名古屋市道猪高西山第4号線（西山本通）（西山口交差点）
- 愛知県道60号名古屋長久手線（東山通）（星ヶ丘交差点）

## 沿線

### 日進市
- 日進市立北小学校
- 御岳山 (日進市)
  - 岩崎御嶽社
- 岩崎城趾公園
- 水晶山緑地
- 椙山女学園大学 日進キャンパス

### 名古屋市名東区
- 名古屋市立牧の池中学校
- 東山自動車学校
- 西友 高針店
- イオン（旧ダイエー）メイトピア店
- 名古屋市消防局 名東消防署星ヶ丘出張所

### 名古屋市千種区
- 名古屋市営地下鉄東山線 星ヶ丘駅